# 459th Air Refueling Wing

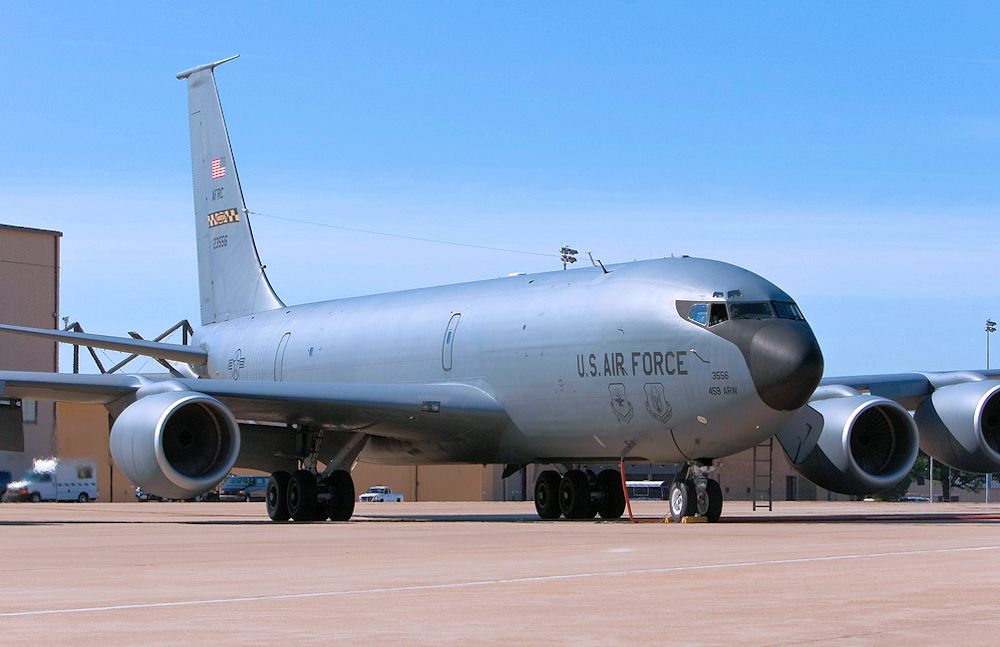
KC-135R del 756th ARS

Il 459th Air Refueling Wing è uno Stormo da rifornimento in volo della Air Force Reserve Command, inquadrato nella Fourth Air Force. Il suo quartier generale è situato presso la Joint Base Andrews, nel Maryland.

## Organizzazione
Attualmente, al settembre 2017, esso controlla:
- 459th Operations Group, striscia di coda a scacchi gialli e neri con scritta ANDREWS
  -  756th Air Refueling Squadron - Equipaggiato con 9 KC-135R
  - 459th Operations Support Squadron
  - 459th Aeromedical Evacuation Squadron
- 459th Maintenance Group
  - 459th Aircraft Maintenance Squadron
  - 459th Maintenance Squadron
- 459th Mission Support Group
  - 69th Aerial Port Squadron
  - 459th Civil Engineering Squadron
  - 459th Force Support Squadron
  - 459th Logistics Readiness Squadron
  - 459th Security Forces Squadron
  - 759th Logistics Readiness Flight
- 459th Aerospace Medicine Squadron
- 459th Aeromedical Staging Squadron